# Oòlit

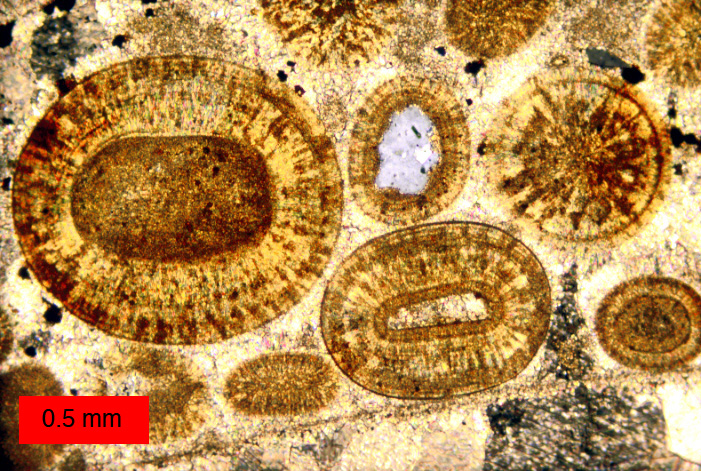
Secció fina d'ooides calcítics del Juràssic a Utah

Un oòlit, literalment ou de pedra, és una roca sedimentària formada a partir de grans esfèrics d'ooides compostos per capes concèntriques. El nom deriva del grec òoion que significa ou. Estrictament, els oòlits consten d'ooides de diàmetre 0,25–2 mm; les roques compostes d'ooides més grans de 2 mm s'anomenen pisòlits. El terme oòlit pot fer referència a oòlit o ooides individuals.

## Composició

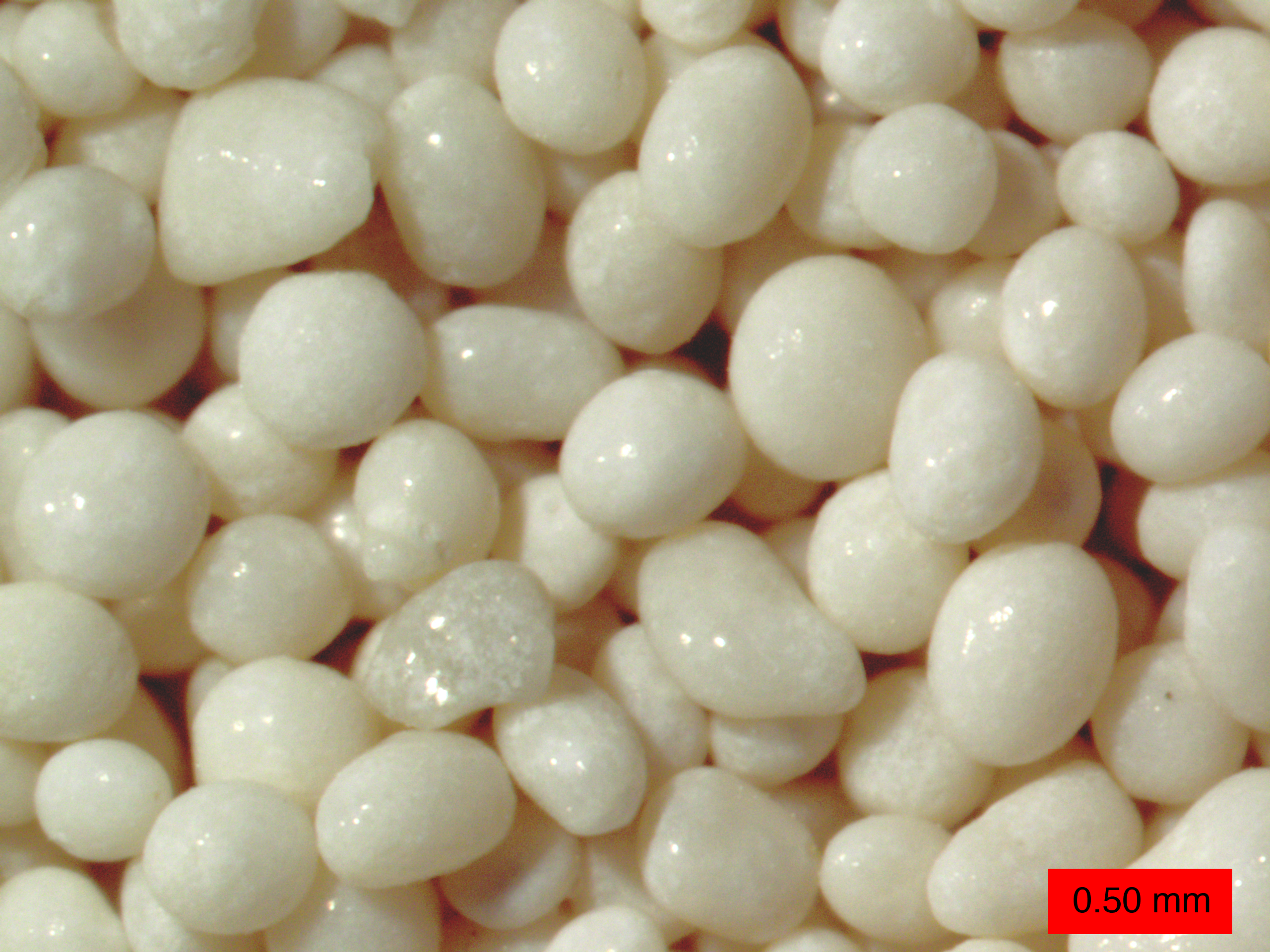
Ooides moderns d'una platja a Joulter's Cay, Bahames

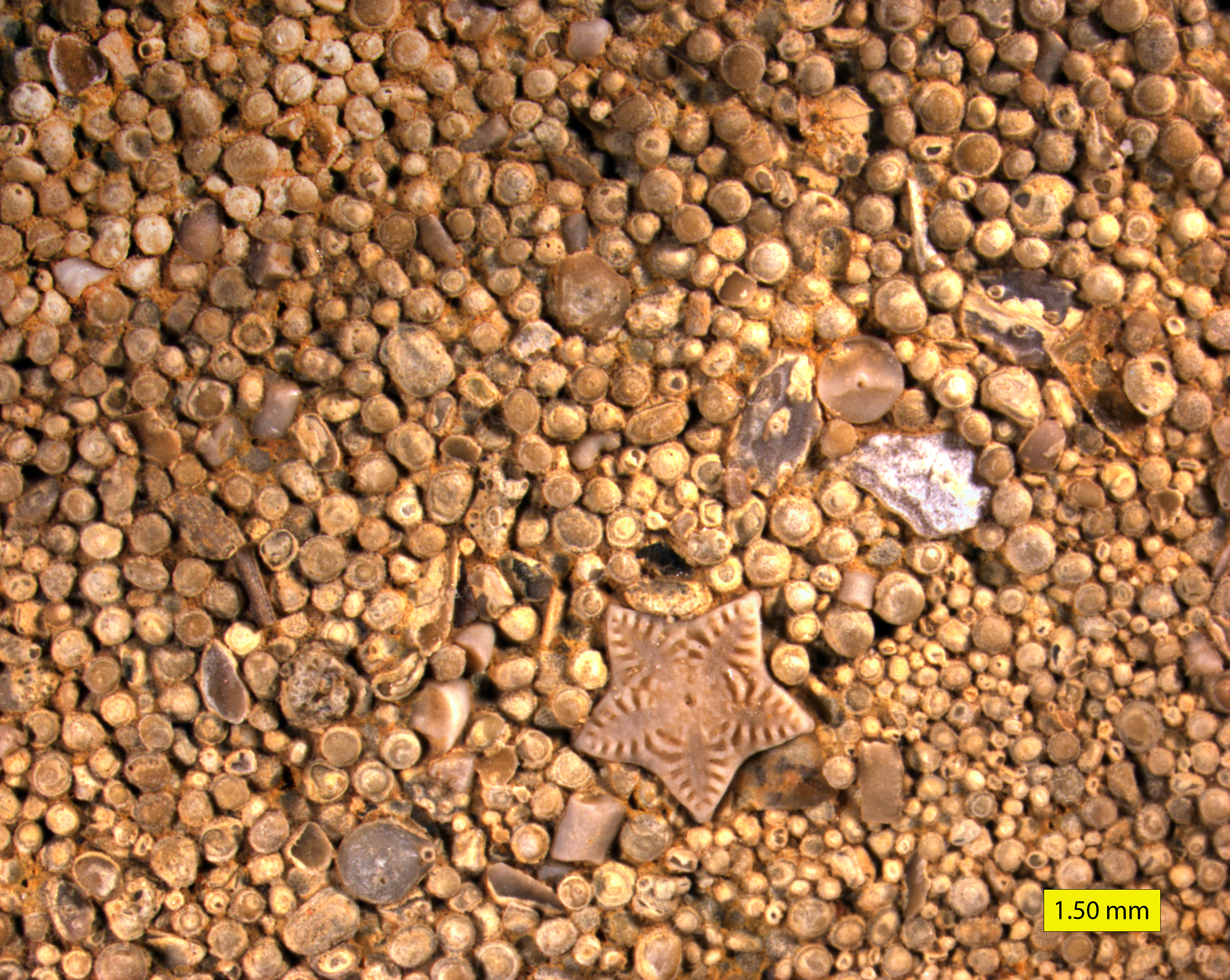
Ooides sobre la superfície d'una pedra calcària del Juràssic a Utah

Els ooides majoritàriament estan compostos de carbonat de calci (calcita o aragonita), però poden estar compostos de minerals de fosfat, chert, dolomita o ferro, incloent l'hematita. Els ooides dolomítics o de chert és més probable que siguin el resultat de la susbtitució de la textura original en la pedra calcària. L'hematita oolítica es presenta a la Red Mountain, prop de Birmingham, Alabama, junt amb la pedra calcària oolítica.
Normalment es formen en ambients d'aigua marina soma càlida sobresaturada i molt agitada entre marees, però es pot formar també en llacs interiors. El mecanisme de formació comença amb petits fragments de sediment que actuen com una “llavor”, per exemple un tros de closca. Els corrents forts de les marees renten les 'llavors' al voltant del llit marí on s'acumulen capes de calcita precipitada químicament a partir de l'aigua sobresaturada. Els oòlits normalment es troben en estructures que semblen dunes de sorra. la mida de l'oòlit reflecteix el temps en què ha estat exposat a l'aigua abans de convertir-se més endavant en un sediment.
Els oòlits es fan servir sovint en aquaris casolans, ja que la mida petita del seu gra (0,2 a 1,22 mm) és ideal per a fer fons estàtics cobrint una polzada de fondària. També es coneix amb el nom de "sorra oolítica" els grans d'aquesta sorra que passen a través de les brànquies dels peixos gòbids i altres organismes. Per la seva mida molt petita aquesta sorra fa créixer bacteris que són biofiltradors.

## Aparició
Algunes pedres calcàries oolítiques es van formar a Anglaterra durant el període Juràssic, i van formar els Cotswold Hills, l'Illa de Portland amb les seves famoses pedres de Portland (Portland Stone), i part del North Yorkshire Moors. Un tipus particular, la Bath Stone, dona als edificis del World Heritage City de Bath, Somerset la seva aparença distintiva.
Les illes de Lower Keys a Florida Keys, com també algunes illes de barrera a l'est de Miami limitant Biscayne Bay, són principalment de pedra calcària oolítica, formada per sedimentació durant la darrera glaciació.
Una de les formacions més grosses d'oòlits formats en aigua dolça es troben al sud-oest d'Idaho a la plana del riu Snake en una secció de la Formació Glenns Ferry formats fa 10 milions d'anys al llit de l'antic Llac Idaho. Aquest tipus de pedra calcària també es troba a Indiana als Estats Units, la població d'Oolitic, Indiana, es va fundar a causa del comerç de pedra calcària i rep el seu nom dels oòlits. L'Empire State Building de Nova York i altres edificis importants dels Estats Units, estan fets d'aquestes pedres calcàries oolítiques.
Roggenstein és un terme que descriu un tipus específic d'oòlit en el qual la matèria cimentadora és argilàcia.